# Kanton Lucenay-l'Évêque
Kanton Lucenay-l'Évêque (francouzsky Canton de Lucenay-l'Évêque) je francouzský kanton v departementu Saône-et-Loire v regionu Burgundsko. Tvoří ho 12 obcí.

## Obce kantonu
- Anost
- Barnay
- La Celle-en-Morvan
- Chissey-en-Morvan
- Cordesse
- Cussy-en-Morvan
- Igornay
- Lucenay-l'Évêque
- La Petite-Verrière
- Reclesne
- Roussillon-en-Morvan
- Sommant